# Narmedeshwor
Narmedeshwar (en népalais : नर्मदेश्वर) est un comité de développement villageois du Népal situé dans le district d'Okhaldhunga. Au recensement de 2011, il comptait 1 519 habitants.